# پتانسیل نوسانی در شبکیه

## مقدمه
پتانسیل نوسانی (OP) موجک‌های ریتمیک کوچکی هستند که بر روی موج b صعودی ERG قرار دارند. زمانی که شبکیه توسط نور با زمان افزایش سریع، کوتاه مدت و شدت بالا تحریک شده‌است به نحوی که مقدار ناچیزی از رودپسین‌ها بلیچ می‌شوند، به آسانی ثبت می‌شوند. پتانسیل‌های نوسانی، در ابتدا بخشی از ساختار، موج b بودند و ویژگی‌های مشابه با اجزای اصلی ERG، یعنی امواج a و b داشتند. آنها همچنین به عنوان تظاهرات الکتریکی غشای نوسان کنندهٔ شبکیه در نظر گرفته شده‌اند.

## منشأ
OPها فعالیت‌های عصبی مشخص از امواج a و b را نشان می‌دهند. OPsهای اولیه با فوتورسپتورها و سلول‌های دوقطبی شبکیه دیستال و OPهای انتهایی با سلول‌های اماکرین و گانگلیون شبکیه پروگزیمال، مرتبط هستند.
با این حال، احتمالاً به استثنای نخستین OP که از فوتورسپتورها منشأ می‌گیرد، سایر OPها می‌توانند به صورت یک مجموعه پیچیده مدل بندی شوند؛ بنابراین، نورون‌هایی که لایه‌های شبکیه‌ای را می‌پوشانند و فعالیت بسیاری ازانواع سلول‌ها مانند سلولهای لایهٔ پیچیدهٔ داخلی را ثبت می‌کنند، ممکن است در تولید OPها مهم باشند.
دامنه و زمان موجکهای OP می‌تواند به صورت جداگانه یا مجموع اندازه‌گیری و مطالعه گردد. OPها را می‌توان در حوزه فرکانس با تبدیل دیفرانسیل فوریه (DFT) مورد ارزیابی قرار داد. تکنیک DFT به ویژه هنگامی مفید است که نسبت سیگنال به نویز کم است.

## ناهنجاریهای امواج OP
در شرایط چشمی، که در آن درگیری عروق خونی شبکیه، مانند رتینوپاتی دیابتی، گلوکوم، انسداد عروق و بیماری رتینوپاتی نارسایی (ROP)، از علائم اولیه کلینیکی محسوب می‌شود،OP هاتحت تأثیر قرار گرفته و تغیراتی در آنها ایجاد می‌شود. در مدل‌های حیوانی شامل این بیماریها، تغییرات اکسیداتیو در لایهٔ داخلی شبکیه، گزارش شده‌است.
در مطالعات ERG در مورد بیماران مبتلا به سابقه ROP، اختلالات قابل توجهی در امواج a و b وجود دارد که تا بزرگسالی نیز ادامه پیدا کرده‌است.